# Charles Williams Nash
Charles Williams Nash (28 de enero de 1864 - 6 de junio de 1948) fue un empresario automovilístico estadounidense, que como ejecutivo en la industria automotriz, desempeñó un papel importante en la consolidación de General Motors como su quinto presidente. En 1916, compró Thomas B. Jeffery Company, fabricante del popular automóvil Rambler, y la renombró Nash Motors, empresa que hasta su desaparición en 1954 desempeñó un destacado papel independiente en una industria automotriz cada vez más dominada por las Tres Grandes: General Motors, Ford y Chrysler.

## Primeros años
Nash nació en el seno de una familia campesina pobre en Cortland, Illinois, en lo que ahora es la Ruta 38 (la autopista Lincoln). Sus padres eran Anna E. "Annie" Cadwell (1829-1909) y David L. Nash. Los otros hijos del matrimonio Nash eran Mazovia (n. 1862), George C. (n. 1866) y Laura W. (n. 1868).
Sus padres se separaron cuando Charles tenía seis años, y lo abandonaron. Como resultado de una orden judicial, trabajó como peón en Míchigan, en calidad de sirviente bajo un contrato que debería durar hasta que cumpliese 21 años. Solo disfrutaba de tres meses de escolarización al año, mientras que estaba "obligado" a realizar tareas agrícolas durante todo el año. 
A los 12 años de edad, se escapó y se convirtió en peón, primero en Grand Blanc, Míchigan, trabajando por 8 dólares al mes, y luego para Alexander McFarland en Mount Morris, Míchigan, por 12 dólares al mes. En la granja de McFarland, aprendió el oficio de carpintero con John Shelben y formó la empresa "Adams & Nash" para empacar heno. Mientras recogía heno en la granja Halleck, conoció a su futura esposa, Jessie Halleck, y se casó con ella el 23 de abril de 1884. Se mudaron a Flint, Míchigan, debido a la mala salud de Jessie, y en 1890 fue contratado por William C. Durant de la Flint Road Cart Company, que más tarde se convirtió en la Durant-Dort Carriage Company.

## Industria del automóvil
Durant contrató a Nash en 1890 por un dólar al día como rellenador de tapicerías. En seis meses, ascendió a superintendente de la fábrica. Diez años después era vicepresidente y gerente general de la Durant-Dort Carriage Company. Nash introdujo la cinta transportadora en línea recta para el ensamblaje de automóviles. En 1897 tuvo la oportunidad de conducir uno de los primeros automóviles, e inmediatamente se interesó por sus posibilidades comerciales.

### General Motors
En 1910, el negocio principal de la Durant-Dort Carriage Company era la construcción de carrocerías de automóviles para la unidad Buick de General Motors, fundada en 1908 por Durant, que había comprado Buick en 1904. Durant se encontró escaso tanto de capital como de administración cualificada. Llevó a Nash a Buick para supervisar la producción. A Durant no le preocupaba que no tuviera ninguna experiencia en la industria automotriz, porque valoraba el trato que Nash daba a la gente y también su capacidad para organizar una línea de producción eficiente. James J. Storrow siguió la recomendación y nombró a Nash vicepresidente de Buick el 13 de diciembre de 1910.
A su vez, Nash buscó un experto en las operaciones de fabricación diarias para poder centrarse más en las ventas, las relaciones con los proveedores y la logística. En 1912, contrató a Walter P. Chrysler de la American Locomotive Company para que fuera el gerente de la producción de Buick.
A finales de 1912, Durant fue despedido por la junta de General Motors, y el 19 de noviembre Nash resultó elegido quinto presidente de la compañía, debido a que se había ganado la confianza de los banqueros que controlaban la junta directiva. Durant había adquirido numerosos fabricantes de automóviles sin analizar su contribución a la combinación de sus productos, y algunas de estas empresas como Elmore, Cartercar, Reliance Motor Truck o Welch Motor Car, eran operaciones que perdían dinero y que dejaban financieramente expuesta a la empresa, por lo que existía la preocupación de que GM pudiera sobrevivir otros cinco años.
Bajo el liderazgo de Nash, General Motors obtuvo enormes ganancias gracias a la gran cantidad de vehículos producidos. Se centró en hacer de GM una compañía más eficiente al deshacerse de productos no rentables y racionalizar la fabricación. Consiguió que la compañía comprara el 51 por ciento del fabricante de ejes Weston-Mott, convirtiendo la reducción de costos y el aumento de las ventas en sus principales prioridades. Se implantó un estricto control de los inventarios y del efectivo a nivel corporativo, así como cambios diseñados para maximizar la producción en cada fábrica.
Devolvió a GM la estabilidad organizativa y la salud financiera. La rentabilidad se restauró con los resultados de 1914, cuando se obtuvieron 7,2 millones de dólares en beneficios, duplicados en 1915, y doblados de nuevo en 1916, obteniendo casi 29 millones de dólares.
Su estrategia de consolidación en grandes unidades dio sus frutos: combinó tres factorías de camiones diferentes en una y fusionó varias operaciones de fabricación de piezas. Deseoso de expandirse al mercado internacional, creó General Motors Export Company para gestionar las ventas en el extranjero. También trasladó las oficinas generales de GM de Nueva York a Detroit, creó una nueva oficina de compras y estableció una oficina de control de costes con procedimientos de contabilidad estandarizados. Sin embargo, se mostró reacio a pagar dividendos a los accionistas.
A finales de 1915 y principios de 1916, Billy Durant intentó recuperar su control sobre la empresa, y Nash quedó atrapado en la lucha de poder entre el propio Durant y los banqueros. En mayo de 1916, Durant recuperó el control de la mayoría de las acciones con derecho a voto. Le ofreció a Nash un salario anual de 1 millón de dólares para que permaneciera con el fabricante de automóviles. Sin embargo, Nash dijo que el salario era "más que el valor de un hombre" y renunció el 1 de junio.

## Nash Motors
Después de su enfrentamiento con Durant, Nash resolvió no volver a trabajar nunca más para otra persona. Junto con los exejecutivos de GM, James J. Storrow y Walter P. Chrysler, intentó tomar el control de Packard, pero la junta directiva del fabricante de automóviles de lujo se opuso a la operación.
Nash se enteró de que los herederos propietarios de la Jeffery Motor Company de Kenosha, Wisconsin, estaban ansiosos por dejar el negocio. La fábrica era conocida por su marca de coches Rambler y también gracias a las numerosas innovaciones que había introducido en el mundo del motor. Nash compró el negocio del fabricante de automóviles pionero en agosto de 1916 mediante un cheque con un pago inicial de medio millón de dólares, y un acuerdo total por valor de 5 millones (algunos informes indican que el precio llegó a ser de 9 millones). Uno de los primeros inversores importantes fue Alfred P. Sloan, que más adelante se convertiría en presidente de General Motors. Mientras que Jeffery Motors tenía activos por un total de 3 millones de dólares, la recién creada Nash Motors se convirtió el 29 de julio de 1916 en una empresa importante, con un capital social de casi 24 millones de dólares.
En 1917, cambió el nombre de la antigua empresa a Nash Motors. El Nash Modelo 671 de 1917 sería el primer automóvil en llevar el nombre del fundador de la nueva compañía. Nils Erik Wahlberg, un ex ingeniero de GM, desarrolló nuevos automóviles y motores para la gama de modelos del año 1918. Nash Motors tuvo éxito casi de inmediato, vendiendo un total de 31.008 camiones y automóviles en 1919.
La compañía pudo negociar contratos de suministros con el Ejército de los Estados Unidos durante la Primera Guerra Mundial, lo que convirtió a la empresa en uno de los mayores productores de camiones del país. En 1918, en pleno conflicto, Nash se reorganizó para hacerse cargo de la ingeniería y la producción de aviones dentro del esfuerzo de guerra.
Además de dirigir su propia empresa, Charles Nash también presidió la fábrica de automóviles de lujo LaFayette Motors, hasta que Nash Motors compró la empresa en 1924.
En 1929, los tres grandes fabricantes de automóviles (GM, Ford y Chrysler) controlaban el 75 por ciento del mercado de automóviles. Nash Motors ocupó el cuarto lugar, con la producción de 138.000 vehículos en 1928.
Nash se centró en producir un automóvil de alta calidad en la gama de precio medio superior, y luego agregó un modelo más pequeño y menos costoso, el Ajax. Pero pronto se dio cuenta de que nunca podría competir con la diversidad del mercado de los Tres Grandes, por lo que basó sus ganancias en una gestión cuidadosa, una atención cercana a los costos y a las oportunidades de expansión. Su carácter de ejecutivo práctico, le hizo concentrarse en desarrollar compras más eficientes y establecer procedimientos contables para determinar con precisión el origen de costos y ganancias.
Poco después, adquirió otras compañías de automóviles, incluidas Mitchell Motors de Racine en 1923 y LaFayette Motors de Milwaukee en 1924.
Durante la Gran Depresión, los automóviles Nash fueron populares por brindar alta calidad, durabilidad y apariencia de lujo a un precio relativamente bajo. La compañía también vio una oportunidad en el segmento del mercado de automóviles de lujo e introdujo en 1932 los modelos de alta gama Ambassador con una distancia entre ejes de 142 pulgadas (3607 mm), que pronto se ganaron el apodo de los "Duesenberg de Kenosha", debido a su calidad.
Nash renunció a la presidencia en 1932, pero siguió siendo presidente de la junta. Quería a George W. Mason como su vicepresidente ejecutivo, y para ello tuvo que comprar Kelvinator, un fabricante líder de refrigeradores. Después de veinte años de éxito en la gestión de su empresa, Nash cedió la gestión en 1937 y la compañía fusionada pasó a llamarse Nash-Kelvinator.

## Jubilación
Nash se retiró de la compañía que llevaba su apellido en 1936, para irse a vivir en California. Su salud comenzó a fallar durante la enfermedad de su esposa, que finalmente moriría en 1947. Se cita que se describió a sí mismo esta situación como "la peor maldición que le tocó vivir". Murió en 1948 a la edad de 84 años en Beverly Hills. Siempre orgulloso de pertenecer al "pueblo llano", dejó un patrimonio al estado valorado en alrededor de 50 millones de dólares (aproximadamente 634 millones de hoy en día). Nash fue enterrado junto a su esposa en el Cementerio Forest Lawn Memorial Park de Glendale.

## Legado
Nash es conocido por saber responder a la demanda del público construyendo coches más pequeños, económicos y asequibles. Su compañía tuvo éxito en la comercialización de automóviles para la clase media  estadounidense. También es reconocido por la optimización de recursos en sus negocios, con medidas como programar de cerca la producción y los pedidos de materiales, llevar un inventario pequeño y tener flexibilidad para satisfacer las necesidades cambiantes del mercado durante la agitación económica de las décadas de 1920 y 1930. Así mismo, se le atribuye el desarrollo del sistema de ensamblaje mediante una cinta transportadora en línea recta, que introdujo por primera vez en la fábrica de la Durant-Dort Carriage Company.
Sus logros al frente de su compañía se citaron en 1926 como un ejemplo de una verdadera historia de éxito:

Un hombre que, en el breve espacio de nueve años, ha construido un negocio en el que no hay un dólar de deuda en malas condiciones, cuyas acciones tienen un valor de mercado de aproximadamente 137 millones de dólares, cuyas ganancias han superado los 56 millones y cuyo saldo bancario supera los 30, seguramente debe ser considerado como una autoridad muy práctica en todo aquello que conduce al éxito.
Automotive Giants of America: Men Who Are Making Our Motor Industry

Se le describe como "el mejor ejemplo del paso desde la pobreza a la riqueza en la historia del automóvil estadounidense".

## Galería

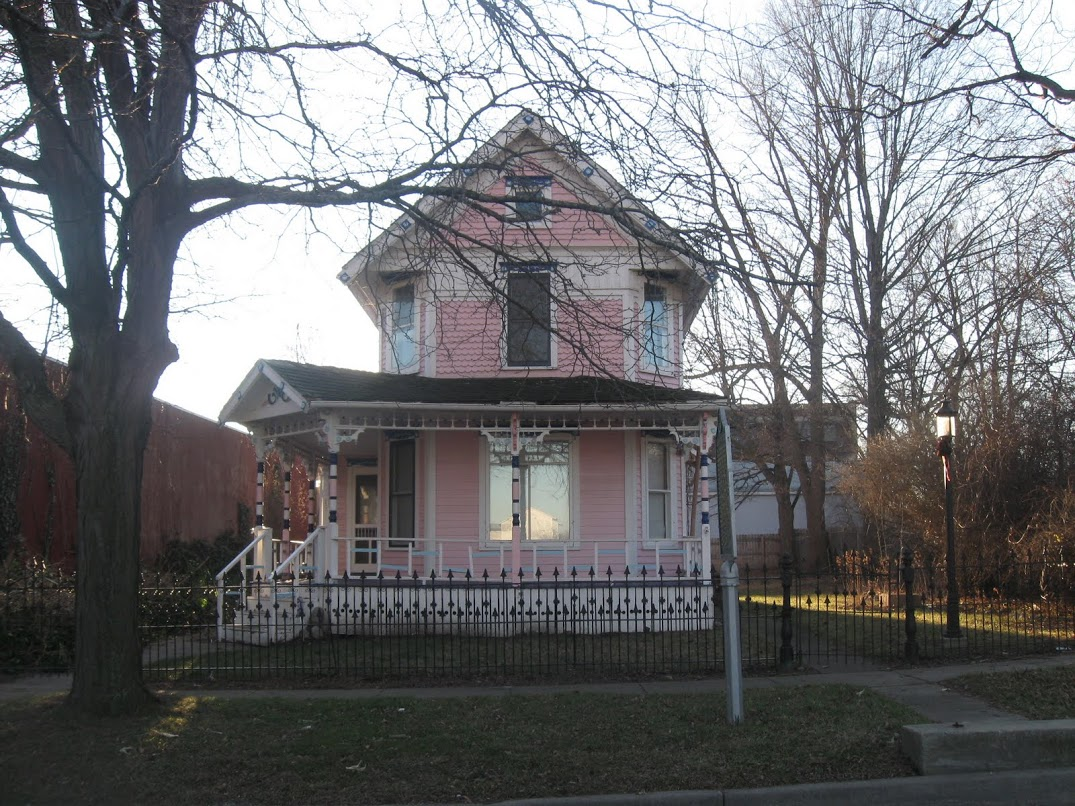
Casa de Charles Nash, Flint, Míchigan
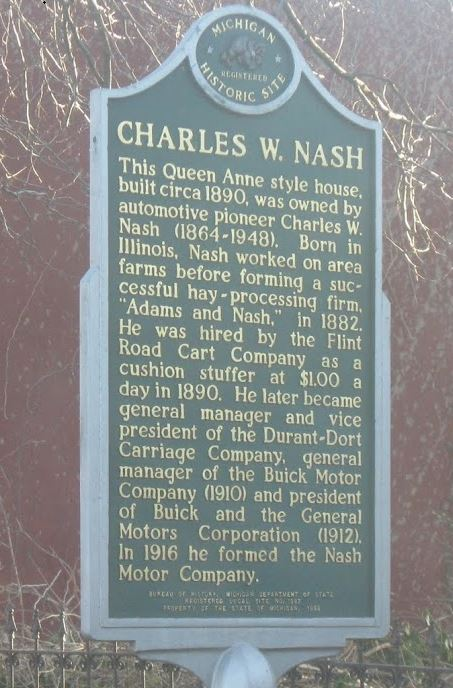
Marcador histórico de Charles Nash, Flint, Míchigan